# São Tomé (Río Grande del Norte)
São Tomé, municipio del estado del Rio Grande del Norte (Brasil), localizado en la microrregión de la Borborema Potiguar. De acuerdo con el censo realizado por el IBGE (Instituto Brasilero de Geografía y Estadística) en el año 2000, su población es de 10.593 habitantes. Área territorial de 863 km².